# Joseph Weigl
Joseph Weigl (Kismarton, 1766. március 28. – Bécs, 1846. február 3.) osztrák zeneszerző. Nevét a zene minden ágában ismertté tette és írt számos operát, operettet, klasszikus és világi irányú, valamint egyházi zeneműveket is, melyek száma igen tekintélyes. Legismertebb műve Schweizerfamilie című operája.